# Antonis Bara
Antonis Bara (ur. 2 marca 1958 w Shobha) – indyjski duchowny katolicki, biskup Ambikapur od 2022.

## Życiorys

### Prezbiterat
Święcenia kapłańskie otrzymał 13 maja 1988 i został inkardynowany do diecezji Ambikapur. Pracował przede wszystkim jako duszpasterz parafialny. W latach 1998–2005 oraz 2015–2021 pełnił też funkcję wikariusza generalnego diecezji.

### Episkopat
22 grudnia 2021 papież Franciszek mianował go biskupem diecezji Ambikapur. Sakry udzielił mu 2 lutego 2022 metropolita Raipur – arcybiskup Victor Henry Thakur.